# Asambleas del Partido Republicano de 2012 en Montana
Las Asambleas del Partido Republicano de 2012 en Montana se hicieron el 5 de junio de 2012. Las Asambleas del Partido Republicano fueron unas Asambleas, con 26 delegados para elegir al candidato del partido Republicano para las elecciones presidenciales de Estados Unidos de 2012.  En el estado de Montana estaban en disputa 26 delegados.

## Elecciones

### Resultados
| Asambleas Republicanas de Montana de 2012 | Asambleas Republicanas de Montana de 2012 | Asambleas Republicanas de Montana de 2012 | Asambleas Republicanas de Montana de 2012 |
| Candidato                                 | Votos                                     | Porcentaje                                | Delegados                                 |
| ----------------------------------------- | ----------------------------------------- | ----------------------------------------- | ----------------------------------------- |
| Mitt Romney                               | 95,692                                    | 68.40%                                    | 1                                         |
| Ron Paul                                  | 20,123                                    | 14.38%                                    | 3                                         |
| Rick Santorum (retirado)                  | 12,483                                    | 8.92%                                     | 0                                         |
| Newt Gingrich (retirado)                  | 6,077                                     | 4.34%                                     | 0                                         |
| Delegados no proyectados:                 | Delegados no proyectados:                 | Delegados no proyectados:                 | 25                                        |
| Total:                                    | 139,906                                   | 100%                                      | 26                                        |